# Livshistorieteori
Livshistorieteori är den del av evolutionsbiologin som behandlar hur olika organismer fördelar sin tid och sina resurser på olika aktiviteter under sin livstid, främst de aktiviteter som rör reproduktion och överlevnad. Viktiga faktorer är storlek vid födsel, tillväxttakt, ålder och storlek vid könsmognad, avkommans storlek, parningsfrekvens och hur länge organismen förväntas leva.

## Evolutionära strategier
R-K-selektion är en biologisk teori om olika evolutionära strategier. De två motsatta strategierna kallas r-selektion och K-selektion. r – selekterade organismer lever i en miljö med låg populationsdensitet och där konkurrens inte är något problem. De satsar på att producera så stor avkomma som möjligt och använder  mycket energi till reproduktion. K-selekterade organismer lever i miljöer  med hög populationsdensitet och konkurrens. K-selekterades strategi är istället att satsa energi på att växa och producera liten avkomma av hög kvalité. Dessa två  är extremtyper och de flesta organismers strategier ligger någonstans mellan dessa två.

### Avvägningar
Avvägningar sker när en egenskap både kan ha positiva och negativa effekter på avkommans storlek och överlevnad. En Darwinistisk demon är en organism som föds mogen att föda avkomma själv, föder oändligt många avkomma och lever för evigt. En sådan organism finns inte på grund av avvägningar som organismer måste göra mellan livshistorieegenskaper.

#### Könsmognad
Om en organism mognar tidigt eller sent har både fördelar och nackdelar. Tidig mognad minskar risken att dö innan man hinner reproducera sig samt minskar generationstiden. Nackdelar med tidig mognad är ökad risk att avkomman dör för att mamman inte är tillräckligt utvecklad själv. Om en organism mognar sent hinner den växa sig större och bli välutvecklad. Om större storlek hos mamman leder till möjlighet att producera flera avkomma, kommer sen mognad leda till högre fekunditet. Om sen mognad ökar kvaliteten på avkomman eller föräldravård, kommer sen mognad att förbättra avkommans överlevnadsmöjligheter. Nackdelar med sen mognad blir längre generationstid och risken att dö innan man har hunnit reproducera sig. Dessa fördelar och nackdelar balanseras för en optimumålder för mognad, detta sker ofta vid en mellanålder.
Predation har också betydelse för när mognad sker. David Reznick har gjort flera studier med guppyfiskar, i en av dessa visar han att guppyfiskar från områden med hög predation mognar tidigare och använder mer resurser till reproduktion tidigare än fiskar som lever i vatten med låg predation.

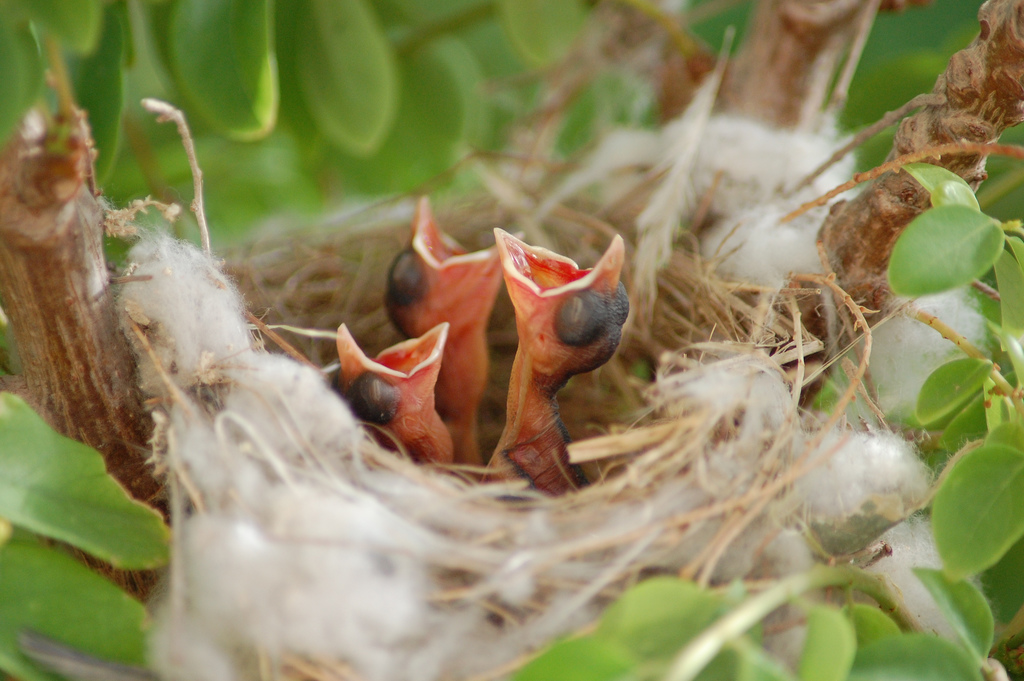
Fågelungar som behöver omhändertagande efter kläckning.

#### Kullstorlek och Reproduktiv investering
Reproduktiv investering är antal avkomma gånger investeringen per avkomma. David Lack föreslog att fåglar som föder ungar som behöver omhändertagande efter kläckning borde lägga antal ägg som ger flest flygfärdiga ungar. Han antog att den enda avvägningen som fanns var mellan antal ägg och antal ungar som lämnade boet. Då borde förhållandet mellan kullstorlek och antal överlevande ungar vara en parabel, där den optimala kullstorleken är mellanstor. Det har gjorts undersökningar för att lista ut om fåglar som föder hjälplösa ungar lägger optimalt antal ägg. Oftast har det visat sig att de lägger färre. Orsaker till detta kan vara att det finns flera avvägningar mellan andra livshistorieegenskaper än den som Lack antog, till exempel mellan kullstorlek och föräldraöverlevnad till nästa säsong. En annan orsak kan vara variation i vad som är optimalt antal ägg år för år. Det kan även finnas en konflikt mellan förälder och avkomma där avkomman vinner (får mer resurser än föräldern vill ge). Då blir det kostsamt för föräldrarna i längden om de har många avkomma. Det finns även kullstorlekar som är större än det optimala, detta kan bero på svårighet att bedöma hur mycket resurser som finns, då kan det vara bättre att lägga fler ägg och endast ta hand om så många som det finns resurser till, resten får dö. Förmåga att abortera avkomma av sämre kvalité är en annan orsak som kan finnas när avkomma har varierande kvalité och de med sämre kvalité kan identifieras av föräldrarna.
En avvägning finns också mellan reproduktion nu och framtida reproduktion. Creighton et alkunde visa att en sådan avvägning fanns hos de skalbaggar de studerade. De kunde visa att äldre skalbaggehonor producerade fler avkomma än yngre skalbaggar. Organismer sparar färre och färre resurser för framtida reproduktion ju äldre de blir, alltså använder mer resurser till reproduktion nu. Denna hypotes kallas ”The terminal investment hypothesis”.

#### Semelparitet / Iteroparitet
En annan avvägning är den mellan semelparitet och iteroparitet, alltså reproducera sig en eller flera gånger per livstid.I olika populationsmodeller har det visat sig att semelparitet är överlägsen iteroparitet som livshistoriestrategi. Ändå är det många växter och djur som är iteropara. En modell av young visar att under en ökning i populationstillväxt och överlevnad av yngre individer är semelparitet ett bättre alternativ, men när det sker en ökning i överlevnad av äldre individer samt försening av ålderdom är iteroparitet bättre. 

### Livslängd och åldrande
Yttre dödlighet är dödlighet som kommer utifrån, till exempel predation och sjukdomar. Inre dödlighet är en degradering av en organisms fysiologi när den åldras. Längre livslängd kommer evolveras om den yttre dödligheten hos äldre individer minskar, livslängd ökar också om yttre dödlighet ökar hos yngre individer. Livslängden balanseras med inre effekter som förkortar livet och leder till en medellång livstid.
Pleiotropiska gener har effekt på mer än en egenskap. Antagonistisk pleiotropi är när en gen har positiv påverkan på en egenskap och samtidigt en negativ påverkan på en annan. Sådana gener skulle kunna vara en anledning till att organismer åldras. En annan hypotes om åldrande är ackumulering av mutationer som är ålderspecifika. Dessa mutationer påverkar en individs reproduktiva framgång positivt eller negativt och varierar när de uttrycks. Gener som uttrycks när organismer är unga har större effekt på reproduktion, vilket betyder att mutationer med positiv effekt kommer att finnas kvar i populationen medan mutationer med negativ effekt kommer selekteras emot. Detta betyder även att mutationer med negativ effekt på äldre individer kommer lättare ackumuleras i en population än de som har negativ effekt på yngre individer.
Creighton et al visade att honskalbaggar som inte fick reproducera sig under dess livstid levde längre än honskalbaggar som fick göra det, reproduktionen är kostsam.

## Variation i Livshistorieegenskaper

### Fenotypisk plasticitet
En fenotyp kan ändras beroende av vilken typ av miljö som organismen lever i. Alltså samma genotyp kan leda till flera olika fenotyper under olika förhållanden. Fenotypisk plasticitet kan även vara adaptivt, kan selekteras för när miljön är varierande. Fenotypisk plasticitet evolveras för att maximera fitness i den varierande miljön.
Livshistorieegenskaper  är kvantitativa egenskaper som påverkas av flera gener. Det är bara en del av den genetiska variationen som är ärvbar, den delen kallas additiv genetisk varians. Den delen av den totala variansen hos en fenotypisk egenskap som påverkas av additiva gener kallas heritabilitet. När heritabiliteten är 1 är den fenotypiska egenskapen likadan i avkomman som hos föräldern. När heritabiliteten är 0 är ingen del av egenskapen ärvbar och egenskapen kommer inte kunna selekteras för eller emot. Livshistorieegenskaper hos många arter har en heritabilitet mellan 0,05–0,4. Alltså de flesta egenskaper kan selekteras för eller emot. Livshistorieegenskaper påverkas av hur mycket genetisk variation som finns i en population, samt hur den variationen påverkas av olika miljöer och kan då uttryckas på olika sätt. 

### Riskspridning

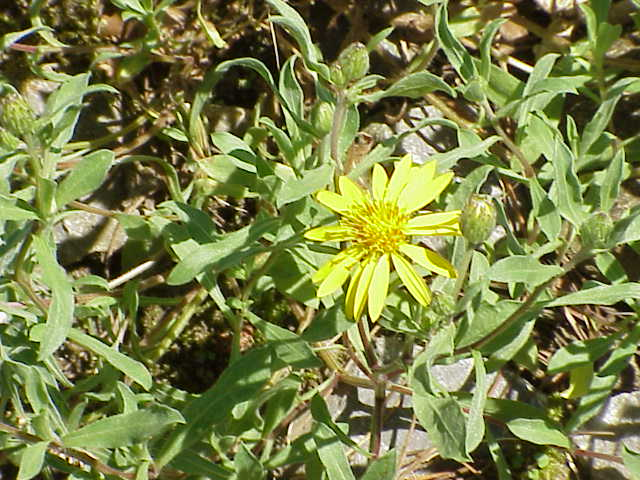
En Heterothecaart:Chrysopsis villosa ruteri.

Riskspridning är en bra idé när omständigheter för överlevnad av avkomma varierar år för år. En organism som reproducerar sig en gång per livstid i slutet av sitt liv riskerar att dö innan den hinner reproducera sig. Även om den lyckas reproducera sig riskerar den att dess enda avkomma inte lyckas göra det. Den smartaste strategin är att sprida riskerna. Växter i släktet Heterotheca producerar två typer av frön, ett som är anpassad för vindspridning och gror fort och ett annat som tål dåliga förhållanden bättre. Det första fröet sprider riskerna  i rummet och gror fort under bra förhållanden, det andra fröet sprider riskerna över tiden och gror olika fort beroende på hur gynnsamma förhållandena är. 

## Demografi
Sannolikheten för att en organism ska föda avkomma och för att den ska dö förändras när den åldras. Selektionen för olika egenskaper är olika stark beroende på ålder och storlek, till exempel är selektionen starkare på yngre än äldre individer när det gäller reproduktion. Demografi beskriver hur variation i överlevnad och fekunditet i olika åldersgrupper kan kopplas till variation i fitness. Till exempel kan förändringar i dödlighet för en åldersgrupp, på grund av en åldersspecifik sjukdom, leda till minskad investering i äldre åldersklasser och ökad investering i yngre. Detta eftersom organismers sannolikhet att överleva till en äldre ålder är liten på grund av sjukdomen. 